# Cratioma borneense
Cratioma borneense är en insektsart som beskrevs av Max Beier 1954. Cratioma borneense ingår i släktet Cratioma och familjen vårtbitare. Inga underarter finns listade i Catalogue of Life.